# Юридична фірма "Юрлайн"
Юридична фірма «Юрлайн» — українська юридична фірма, спеціалізується у сферах фінансів, корпоративного права, M&A (злиття та поглинання), Due diligence (виявлення та оцінка ризиків), міжнародного арбітражу, транспортного та морського право, сімейного права, кримінального захисту (White-Collar Crime), податкового та митного права, антимонопольного права, міжнародна торгівля тощо.
Заснована у 1994 році, провідна юридична фірма Південного регіону України, офіс базується у місті Одесі.

## Про компанію
Історія фірми починається ще з 1994 року, коли декілька молодих юристів (в тому числі керуючий партнер Володимир Зубар) об'єдналися під керівництвом досвідченого та амбіціозного правознавця Олега Кутателадзе. У 2004 році фірма була реорганізована в партнерську організацію та отримала назву — Юридична фірма «Юрлайн».
Юрлайн фокусує свою увагу на надання послуг на півдні України. Регіональний статус фірми не обмежує можливості клієнтів фірми, якщо виникає необхідність в правовій допомозі за межами регіону і за кордоном.
Адвокати фірми мають міжнародний досвід у Великобританії, Швейцарії, Швеції, Монако, Ліхтенштейні, Кіпрі, Румунії, Туреччині.
Ґрунтуючись на високих стандартах адвокатської діяльності та надання якісних юридичних послуг, юридичній фірмі «Юрлайн» довіряють компанії-лідери з різних секторів економіки України, серед яких:
ТОВ «ТрансІвестСервіс» (включає в себе «ТІС-Зерно», «ТІС-МІНДОБРИВА», «ТІС-Руда», «ТІС-Вугілля» та «ТІС-КТ»), «KADORR Group», будівельна компанія «ЗАРС», ТРЦ «Fontan Sky center», ТОВ «ПТК Шабо», ПАТ «Банк Восток», «Ресторани Савви Лібкіна», ТОВ «Итис Флауверс Кафе», ТОВ «Сармонт Менеджмент Юкрейн» та інші.

## Професійна діяльність

### Практики
Юридична фірма «Юрлайн» пропонує як підприємцям, так і громадянам, юридичні консультації та послуги в різних галузях, зокрема:
- антимонопольне право;
- корпоративне право;
- M&A (злиття та поглинання);
- Due Diligence (виявлення та оцінка ризиків);
- міжнародний арбітраж;
- міжнародна торгівля;
- податкове та митне право;
- нерухомість та будівництво;
- сімейне право; судова практика;
- транспортне та морське право;
- кримінально-правовий захист (white collar crime);
- справи про адміністративні правопорушення тощо.

### Індустрії
Крім широкого спектру юридичних послуг у різних галузях, Юрлайн також надає правову допомогу в чисельних сферах промисловості, а саме:
- аграрний сектор;
- виноробство і виноградарство;
- банки та фінанси;
- порти та термінали;
- споживчі товари та торгівля;
- будівництво та девелопмент;
- технології, медіа та телекомунікації;
- транспорт та інфраструктура.

### Резонансні/ Сенсаційні/ Значливі справи; Визначальні кейси
Юрлайн неодноразово входила у рейтинги за найбільш публічні судові та арбітражні спори, а також спори у сфері оподаткування, зокрема:
- Здійснювала супровід свого клієнта — засновника у групі компаній «Трансінвестсервіс» під час оскарження та скасування арешту корпоративних прав (300 млн доларів США)[4].
- Представляла ТОВ «ТІС-Міндобрива» у спорі з ДП «Адміністрація морських портів України» про розірвання договору про порядок користування частиною цілого майнового комплексу (50 млн доларів США)[4].
- Відстоювала інтереси ТОВ «Айсблик» у спорі з Державною податковою інспекцією Приморського району міста Одеси щодо адміністративного арешту активів товариства (5 млн доларів США)[5].
- Захищала інтереси Державного виробничого об'єднання «Іллічівський судноремонтний завод» у справі за позовом прокуратури Одеської області щодо законності створення ДВО «ІСРЗ» у процесі приватизації ЦМК ДП «ІСРЗ» (100 млн доларів США)[6].
- Надавала правову допомогу ТОВ «Віктор Д» щодо визнання недійсними рішень загальним зборів ТОВ «Промтоварний ринок», статутів, договорів відчуження корпоративних прав (71 млн доларів США)[6].
- Здійснювала представництво ТОВ ТЦ «ПРИВОЗ» у справі за позовом прокуратури Одеської області про визнання права власності на комплекс ТЦ «ПРИВОЗ» (55 млн доларів США)[6].
- Надавала правову допомогу фізичним особа-власникам «NOVA Tec» у спорі між власниками «NOVA Tec» про поділ майна (22 млн доларів США)[6].
- Представляла інтереси ТОВ «Віктор Д» у судовій справі про визнання недійсним договору дарування, на підставі якого учасник отримав корпоративні права на частку ринку «7-й кілометр» (51 млн доларів США)[7].
- Здійснювала супровід ТОВ «ТІС-Міндобрива» у справі за позовом ДП «Адміністрація морських портів» про розірвання довгострокового договору користування вантажним причалом в акваторії МТП «Південний» та покладення обов'язку укласти договір сервітуту на причал (50,5 млн доларів США)[7].
- Захищала інтереси ТОВ «Іллічівський зерновий термінал» оскаржуючи податкове повідомлення-рішення по сплаті ПДВ у сфері послуг з перевалки у МТП «Чорноморськ» (2,2 млн доларів США)[8].
- Оскаржувала податкове повідомлення-рішення про донарахування податкових зобов'язань морському терміналу ТОВ «ТІС-Зерно» з оплати ПДВ у сфері послуг з перевалки в порту «Південний» (1,9 млн доларів США)[8].
- Здійснювала юридичний супровід компанії Fedcominvest Monaco SAM під час угоди по придбанню 51 % акцій TIS-Container Terminal світовою компанією DP World (101.8 млн ЄВРО).

## Нагороди
2008 — 2016 роки
- Відзначена «Ukrainian Law Firms 2014. A Handbook for Foreign Clients» в категоріях: вирішення судових спорів; економічні злочини; міжнародний арбітраж; оподаткування.[9]
- Увійшла до рейтингу найбільших публічних судових і арбітражних спорів (видання «Юридична практика»).[10]
- Визнана юридичною фірмою № 1 південного регіону України (видання «Юридична практика»).[11][12]
- Рекомендована в галузях «корпоративне права» та «вирішення спорів» в Україні (міжнародний рейтинг юридичних фірм The Legal 500[en]).[13]
- Увійшла до рейтингу юридичних фірм Chambers and Partners[en] в категоріях: корпоративне право та вирішення судових спорів.[14]
- ТОП-3 лідерів одеського регіону України (видання «Юридична практика»).
- ТОП-4 в рейтингу найкращих українських фірм у сфері корпоративного права та M&A.[15]
- ТОП-20 найбільших спорів у сфері оподаткування України (видання «Юридична практика»).[16]
- ТОП-20 найбільших публічних спорів у сфері оподаткування (видання «Юридична практика»).
- ТОП-50 провідних юридичних фірм України (видання «Юридична практика»).[17][18][19][20][21]

2017 рік
- 2 проекти Юрлайн включені до рейтингу «Найбільші публічні судові і арбітражні справи» (видання «Юридична практика»).[22]
- ТОП-5 в практиці «Транспортне і морське право» (видання «Юридична газета» та «Юридична практика»).[23]
- ТОП-10 в практиці «Митне право» (видання «Юридична газета»).
- ТОП-50 лідерів ринку юридичних послуг України (видання «Юридична газета» та «Юридична практика»).[24][25]

2018 рік
- «Ukrainian Law Firms 2018. A Handbook for Foreign Clients» за категоріями: агробізнес, антимонопольне законодавство, корпоративне право/M&A, інфраструктура, ІТ/Телекомунікації та ЗМІ, вирішення спорів, нерухомість, будівництво, земля, податкове і трансферне ціноутворення, транспорт (авіація, морські перевезення). У спеціалізації «портова інфраструктура» увійшла в трійку кращих.[26]
- ТОП-3 лідерів Південного регіону України (видання «Юридична практика»).[27]
- ТОП-5 в галузі «Морське право» (видання «Юридична практика»).[28]
- ТОП-50 провідних юридичних фірм України з фінансової ефективності (видання «Юридична практика»).[29]

2019 рік
- За результатами дослідження «Ukrainian Law Firms 2019. A Handbook for Foreign Clients» рекомендована в таких галузях як аграрне право, корпоративне право, нерухомість та будівництво, податкові спори, вирішення судових суперечок. Також, за результатами цього дослідження, Юридична фірма «Юрлайн» в трійці кращих в галузі портової інфраструктури та морського і транспортного права.[30]
- Увійшла в міжнародний рейтинг юридичних фірм, які рекомендують в сфері комерційного і морського права, будівництва і інвестиційних спорів (міжнародний рейтинг юридичних фірм «The Legal 500»).[31]
- ТОП-5 в галузі «Морське право» (видання «Юридична практика»).[32]
- ТОП-20 за фінансовою ефективністю (видання «Юридична газета»).[32]
- ТОП-50 рейтингу "Лідери ринку. Рейтингу юридичних компаній України.[32]
- ТОП-50 кращих юридичних фірм України (видання KYIV POST).[33]

2020 рік
- За результатами дослідження «Ukrainian Law Firms 2020. A Handbook for Foreign Clients» Юрлайн рекомендована в таких галузях як агробізнес, портова інфраструктура, приватні клієнти, нерухомість і транспорт. Фірма відзначена в практиках корпоративного права, кримінального права, міжнародного арбітражу, податкового права, вирішення судових спорів. Крім цього,  Юридична фірма «Юрлайн» в трійці кращих в галузі морського і транспортного права.[34]
- Увійшла до щорічного рейтингу «Вибір клієнта 2020. Юристи — лідери практик».[35]
- Відзначена однією з кращих юридичних фірм в галузі морського права «Лідери ринку. Рейтинг юридичних компаній — 2020».[36]
- ТОП-3 лідерів Південного регіону України (видання «Юридична практика»).
- ТОП-5 в галузі «Корпоративне право та M&A» (видання «Юридична практика»).[37]
- ТОП-50 провідних юридичних фірм України з фінансової ефективності (видання «Юридична практика»).[38]
- ТОП-50 найкращих юридичних фірм України в галузі морського права, щорічний рейтинг «Вибір клієнта 2020. Юристи — лідери практик» (видання «Юридична газета»).[39]

2021 рік
- Увійшла до переліку щорічного рейтингу найкращих юридичних фірм «Лідери ринку. Рейтинг юридичних компаній — 2021».[40]
- Юрлайн відзначена 12 номінаціями (морське право, транспорт, інфраструктура, судова практика, приватні клієнти, міжнародний арбітраж, податки і трансфертне ціноутворення, агробізнес, банки та фінанси, корпоративне права/M&A, White Collar Crime) престижного рейтингу «Ukrainian Law Firms 2021. A Handbook for Foreign Clients».[41]
- Керуючий партнер Володимир Зубар увійшов до рейтингу ТОП-100 юристів України.[42]
- Юрлайн нагороджено у номінації «Найкращий регіональний бренд у 2021 році» за дослідженням PLS Top Teams (PLS-2021).
- ТОП-3 в галузі «Морське право» (видання «Юридична практика»).
- ТОП-3 лідерів Південного регіону України (видання «Юридична практика»).
- ТОП-50 провідних юридичних фірм України (видання «Юридична практика»).[43]

## Соціальна діяльність

### Центр правових досліджень імені Савіньї
З ініціативи партнерів «Юрлайн» у 2011 році був створений Центр правових досліджень імені Фрідріха Карла фон Савіньї, оскільки наукові роботи німецького юриста, доктора права, засновника історичної школи права Фрідріха Карла фон Савіньї відрізнялися ясністю викладу, багатством матеріалу, повнотою висновків та були присвячені теорії володіння («Das Recht des Besitzes», 1803) і вивчення історії («Geschichte des römischen Rechts im Mittelalter», Bd 1-6, 1815-31), і системи римського права («System des heutigen rӧmischen Rechts», Bd 1-8, 1840-49; «Das Obligationenrecht als Theil des heutigen römischen Rechts», Bd 1-2, 1851-53), і принесли йому заслужену репутацію класика сучасної цивілістики, що зробили його одним з найвідоміших представників історичної школи права та найвидатніших юристів свого часу. На жаль, велика кількість праць пана Савіньї ніколи не перекладалася на українську або російську мови.
Центром правових досліджень ім. Савіньї придбані практично всі роботи видатного юриста XIX століття Фрідріха Карла фон Савіньї і організований їх переклад, щоб національні теоретики й практикуючі юристи мали доступ до такої літератури.
До того ж, Центр постійно поповнює та збільшує обсяг своєї бібліотеки унікальними екземплярами, зокрема:
- Книга «Право володіння», перше видання німецького правознавця, професора Фрідріха Карла фон Савіньї, на українській мові.
- Книги «Система сучасного римського права», І — VIII томи німецького видання основоположної праці творця базової догматики сучасного приватного права, засновника історичної школи права Фрідріха Карла фон Савіньї.
- Збірник «Вибрані праці» (1964—2012 рр.) праці видатного українського науковця-цивіліста, доктора юридичних наук, професора, академіка НАПрН України Я. М. Шевченко.
- Цивільний кодекс Східної Галіції 1797 р. (видання латинського тексту з паралельним перекладом на українську та російську мови).
- Книга «Малінін М. І. Праці з цивільного процесу» (зібрання праць з цивільного процесу правознавця — М. І. Малініна). До книги увійшли пять основних робіт: «Переконання судді в цивільному процесі» (1873); «Судове визнання в цивільних справах» (1878); «Коментар до ст. 366 Статуту цивільного судочинства» (1878); «Теорія цивільного процесу. Випуск 1; Випуск 2» (1881, 1884).
- Збірник матеріалів «Євген Володимирович Васьковський: правознавець, літератор, критик. До 150-річчя від дня народження». Видання збірнику відбулось за підтримки Міністерства культури України.
- Книга «Памяти учителя: к 90-летию со дня рождения Ю. С. Червоного», сумісний проект кафедри цивільно-правових дисциплін Одеського національного університету ім. І. І. Мечникова та Центру дослідження права ім. Савіньї.
- Книга з нової серії робіт «Класика цивільного процесу» — праці професора Євгенія Володимировича Васьковського.
- Книги «Приватне право як концепт. Том І. Витоки: монографія», «Приватне право як концепт. Том 2. Пошуки парадигми (до історії питання)», «Приватне право як концепт. Том 3. Концепт приватного права і рекодифікації цивільного законодавства в Україні: рефлексії фронтиру» (автори: Харитонов Є. О., Харитонова О. І.).
- Книга «Корпоративне право крізь призму судової практики» (редакція професора І. В. Спасибо-Фатєєва).

### Комітет з цивільного та сімейного права Ради адвокатів Одеської області
В листопаді 2014 року при Раді адвокатів Одеської області був створений Комітет з цивільного та сімейного права, який став майданчиком для обговорення найбільш важливих питань правозастосовчої практики за участю суддів, нотаріусів, співробітників органів юстиції та адвокатів.
Зазначений комітет, з моменту його утворення, очолює керуючий партнер ЮФ «Юрлайн» Володимир Зубар.
Зазвичай, кожного року голова Комітету з цивільного та сімейного права Володимир Зубар ініціює проведення заходів з актуальних питань в галузі цивільного та сімейного права, що проводяться за участю суддів різних судових інстанцій, нотаріусів, співробітників органів юстиції, адвокатів, практикуючих юристів тощо.

### Стипендіальний конкурс

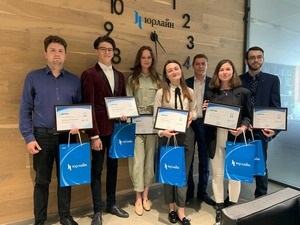
Переможці Стипендіального конкурсу у 2021 році

Починаючи з 2014 року Юридична фірма «Юрлайн» організовує проведення стипендіального конкурсу серед студентів-правників.
Стипендіальний конкурс надає можливість студентам юридичних спеціальностей вищих навчальних закладів показати свої знання та навички в юридичній сфері. Переможці конкурсу отримують можливість стажування в Юридичній фірмі «Юрлайн» та заохочувальну стипендію.
Стипендіальний конкурс відбувається у три етапи: (1) заповнення анкети; (2) виконання письмових завдань; (3) співбесіда з юристами Юрлайн. Письмові завдання готуються з використанням реальних прикладів з практики юристів фірми.
За результатами проведення конкурсу Стипендіальна комісія своїм рішенням обирає переможців, які отримують іменні стипендії Юридичної фірми «Юрлайн» та можливість стажування у фірмі.
Стажування в Юрлайн надає можливість студентам отримати практичний досвід застосування теоретичних знань, необхідні ділові навички, ознайомитися з принципами роботи юридичної фірми, а також визначитися зі сферою професійних інтересів.

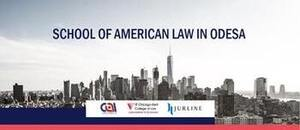
School of American Law in Odesa

### Школа американського права в Одесі
Юрлайн у 2017—2019 роках з метою підтримання професійної компетенції та освіти своїх юристів, виступила партнером запровадження в Одесі унікальної програми «Школа американського права в Одесі». Зазначена програма презентована спільно з Центром американського права (Center for American and International Law) та Chicago-Kent College of Law (IIT).
Школа американського права в Одесі надає практикуючим юристам, адвокатам, нотаріусам, прокурорам, суддям, державним урядовцям, представникам юридичної науки та бізнесу і всім зацікавленим особам можливість поглибити знання в області американського та міжнародного права, прослухавши pre-LL.M. курс в Україні, з подальшим отриманням LL.M. в США лише за 5 місяців.